# Хинтба, Валерий Михайлович
Валерий Михайлович Хинтба — советский хозяйственный, государственный и политический деятель.

## Биография
Родился в 1940 году. Член КПСС.
Окончил МИНХ имени Плеханова.
В 1962—1968 — инструктор, заведующий отделом Абхазского обкома ЛКСМ Грузии, инструктор ЦК ЛКСМ Грузии, первый секретарь Абхазского обкома ЛКСМ Грузии.
В 1968—1972 — министр внутренних дел Абхазской АССР.
В 1973—1975 — заместитель заведующего отделом административных органов, заместитель заведующего организационно-партийным отделом ЦК КП Грузии.
В 1975—1978 — первый секретарь Абхазского обкома КП Грузии.
В 1978—1984 — заведующий отделом зарубежных связей ЦК КП Грузии.
Депутат Верховного Совета СССР 9-го созыва, Верховного Совета Грузинской ССР 10-го созыва. Делегат XXV съезда КПСС.
Жил в Абхазии.

## Награды
- Орден Трудового Красного Знамени (дважды)
- Орден Знак Почёта